# Рудник Крейгімор
Рудник Крейгімор (Craiggiemore) – колишній гірничодобувний майданчик на заході Австралії, одна з копалень на рудному полі Лавертон.
Вперше гірничу ліцензію на розробку родовища Крейгімор видали у 1897-му, після чого до 1907 року велась його активна розробка компанією Craiggiemore Proprietary Ltd. Всього вилучили 106 тисяч тонн руди, що дало змогу отримати 1,1 тонни золота. Далі до 1914-го роботи продовжував старательский синдикат, який зміг видобути 27 тисяч тонн руди та 0,18 тонни золота.
Наприкінці XX століття Крейгімор відпрацьовувала компанія Ashton Mining Limited, при цьому з 1993-го унаслідок реструктуризації її золотодобувний дивізіон був виділений в компанію Aurora Gold Limited. Розробка велась відкритим способом і з 1988 по 1990 роки видобули 418 тисячу тонн руди, що дало змогу отримати 1,1 тонни золота. Також є відомості, що роботи продовжувались по 1993 рік, а накопичені показники досягнули 592 тисячі тонн руди та 1,2 тонни золота. Копальня мала власну фабрику з вилучення золота пропускною здатністю 150 тисяч тонн руди на рік.
В 2010 – 2011 роках черговий етап розробки провела компанія Crescent Gold Limited, яка змогла вилучити 619 тисяч тонн руди та 1 тонну золота. Руду відправляли на фабрику з вилучення золота копальні Гранні-Сміт.